# リーゼル・ジョーンズ
リーゼル・ジョーンズ（Leisel Marie Jones、1985年8月30日 - ）は、オーストラリアの競泳選手。身長173センチ。体重66キロ。

## 来歴
女子100m平泳ぎ1分05秒09、200m平泳ぎ2分20秒54という記録を持ち、両者共に元世界記録である。
15歳で2000年のシドニーオリンピックに出場し、100m平泳ぎで銀メダルを獲得する。2004年アテネオリンピックでは金メダルが期待されたが、100m平泳ぎで銅メダル、200m平泳ぎで銀メダルに終わる。2005年モントリオール世界水泳選手権と2007年メルボルン世界水泳選手権では100m平泳ぎ、200m平泳ぎ、4×100mメドレーリレーの3冠を連覇し、平泳ぎの女王となった。
2008年北京オリンピックでは100m平泳ぎで悲願の個人種目での金メダルを獲得したが、自身が持つ200m平泳ぎの世界記録をレベッカ・ソニに破られた。